# Мохамед Делахи Яли
Мохамед Делахи Яли (на английски: Aboubakary Yeli Koita) е мавритански футболист, играещ като нападател за иракския Ал-Худуд и националния отбор на Мавритания. Участник в 2023 където вкарва гола за отбора си срещу Алжир за победата с 1:0.